# Yirgacheffe
Yirgacheffe (alternative Schreibweisen Yirga Cheffe, Irgachefe, Yergacheffe; früherer Name Finchoa oder Finchawa) ist eine Stadt im Südwesten Äthiopiens. Sie liegt östlich des Abajasees und des Nechisar-Nationalparks und ist Hauptstadt der Woreda Yirgacheffe innerhalb der Gedeo-Zone in der Region der südlichen Nationen, Nationalitäten und Völker. 2005 hatte Yirgacheffe gemäß der Zentralen Statistikagentur Äthiopiens 20.979 Einwohner.
1967 hatte die Einwohnerzahl bei 4.094 gelegen, 1984 lag sie bei etwa 8.300. 1994 hatte Yirgacheffe 11.579 Einwohner, wovon 23,13 % Amharen, 23,09 % Oromo, 16,27 % Soddo-Gurage, 13,61 % Gedeo, 7,94 % Silt'e, 7,72 % Sebat-Bet-Gurage und 1,74 % Welaytta waren. 63,07 % sprachen Amharisch als Muttersprache, 11,59 % Gedeo, 11,52 % Oromo, 5,17 % Soddo, 3,31 % Silt'e und 2,86 % Gurage.
International ist Yirgacheffe vor allem für den Kaffee bekannt, der in der Umgebung angebaut wird.